# 中国农工民主党北京市委员会
中国农工民主党北京市委员会，简称农工党北京市委、北京农工党，是中国农工民主党在北京市的地方组织。